# Altos de Chipión
Altos de Chipión es una localidad cordobesa situada en el departamento San Justo, Córdoba, Argentina.
Está compuesta por 2048 habitantes (Indec, 2022).

## Toponimia
El origen del nombre se lo atribuye a un cacique que habría dominado la región, de nombre "Chipión". Con respecto a la palabra "Altos" se acepta que se refiere a la topografía del lugar en relación con la vecina Mar Chiquita o, Mar de Ansenuza.
La fiesta patronal se celebra el día 13 de octubre en honor a San Eduardo.

## Historia
En los albores del período independiente del país, hacia 1815, habría sido construido el Fortín Chipión para defensa de la frontera contra los aborígenes. Era un simple puesto, desde donde se controlaba la situación; luego se construyeron los Fuertes de Quebracho Herrado, Garabato, Trinchera y Chipión, cuyo comandante fue José Nazario Sosa.
Si bien no existe acta de fundación, se reconoce como fundador de Altos de Chipión al ingeniero Atanasio Iturbe, jujeño, nacido el 4 de febrero de 1870 y graduado de ingeniero civil en 1895, quien, desde su domicilio en la Capital Federal, con fecha 20 de abril de 1910, confirió poder especial al Señor Julio Ramallo, vecino de la ciudad de Córdoba, a los fines de que este tramitara la solicitud de aprobación del traslado de un pueblo a ubicarse dentro de los límites de un campo de su propiedad ubicado en la provincia de Córdoba denominado Altos de Chipión. El poder autorizaba a donar gratuitamente y a perpetuidad al gobierno de Córdoba los terrenos para calles, plazas, edificios públicos que fuesen necesarios, así como a realizar todos los trámites y escrituraciones correspondientes.
Altos de Chipión fue fundado el 6 de mayo de 1910.
El tren (línea Deán Funes-Laguna Paiva del Ferrocarril Central Norte Argentino) comenzó a funcionar el 21 de noviembre de 1911, inaugurando su Estación Altos de Chipión. Para esta fecha el pueblo  hacía un año y seis meses que estaba fundado oficialmente, si bien en lo que respecta a su población, ya habría habido asentamientos a fines del siglo XIX.
La abundante llegada de contingente de inmigrantes, procedentes especialmente del Piemonte italiano y de España, consolidaron el pueblo poco a poco.

## Educación
Varios establecimientos imparten enseñanza en los diferentes niveles y para todas las edades:
El Centro Educativo Reconquista, de enseñanza primaria, incluye Jardín de Infantes, con sala de 4 y 5 años. Abrió sus puertas el 9 de marzo de 1925.
El Instituto Secundario José Manuel Estrada, de enseñanza media, fue creado en 1963 y otorgó el primer título de Perito Mercantil en 1971. Actualmente otorga el título de "Bachiller y Técnico en Nivel Medio, en producción de Bienes y Servicios, especializados en alimentación".
Un Centro Educativo de Nivel Primario para Adultos (C.E.N.P.A.) y el Centro Educativo de Nivel Medio para Adultos C.E.N.M.A N.º 297 Anexo A de Chipión, ofrecen sus servicios educativos a los adultos, en horario nocturno.
El nivel terciario está representado por un anexo del Instituto María Justa Moyano de Ezpeleta (con sede central en Morteros). En él se accede al título de "Técnico Superior en Producción Agrícola Ganadera".
A las escuelas del radio urbano se suman dos establecimientos rurales ubicados dentro de la jurisdicción. Son ellas la Escuela Fernando de Trejo y Sanabria y la Escuela Jorge A. Sola.

## Economía
La producción agrícola-ganadera constituye la actividad primaria más desarrollada. Se registran 16.000 hectáreas destinadas a la ganadería y otras tantas al cultivo de forrajes, cereales y oleaginosas. En cuanto a la producción láctea, existen cuarenta y cinco tambos.
En cuanto al sector secundario, hay industrias de diversos rubros: una fábrica de quesos, que comercializa sus productos en toda la región y el norte de Argentina; una fábrica de colchones con varias especialidades, conocida en toda la región, una fábrica de papel higiénico, inaugurada recientemente, que distribuye sus productos en toda la zona. La Planta Recicladora de Plásticos y Papeles, por su parte, es una interesante fuente de trabajo con participación de la Municipalidad local.
Otras industrias menores y de diversas especialidades, como implementos agrícolas, confecciones textiles, calzados, panificación, pastas, dulces y mermeladas, productos químicos, etcétera, desarrollan sus actividades en la zona urbana.

## Lugares de interés
Museo "Los Sanavirones": muestrario de diversos objetos pertenecientes a los primitivos habitantes, los sanavirones, objetos líticos como boleadoras, hachas, etc.
Actualmente el museo abarca las áreas de Arqueología y Antropología, Ciencias Naturales, Historia, biblioteca con publicaciones de organismos especializados y bibliografía adecuada de inestimable valor.
Parroquia "San Eduardo Rey": ubicada en la calle central del pueblo, construida en 1925, en honor al Santo Patrono de Altos de Chipión, San Eduardo, cuya fiesta se celebra el 13 de octubre.
Plaza Atanacio Iturbe: situada en la calle central, se llama así en nombre de su fundador, Atanacio Iturbe.
Polideportivo: se ubica allí una cancha de padle, un natatorio municipal, un quincho, canchas de tenis, 2 canchas de fútbol y un salón donde se realiza taekwondo.
La casa de Balin: se ubica allí la vivienda de un ilustre ciudadano, en la que abundan los after.

## Clubes
- Club Social Deportivo y Biblioteca Popular Altos de Chipión.[3] Lleva a cabo distintos deportes como:

Fútbol: en divisiones inferiores (Promocional, Pre-Infantil, Infantil y Pre-juveniles), también juegan a nivel de 1ª y 3ª (Reserva) y también están los veteranos, que son los de mayor edad o ya retirados del fútbol.
Voley: en divisiones inferiores (Mini-Voley, Sub-13, Sub-14, Sub-15, Sub-16, Sub-18), donde tienen un estupendo campeonato, y a nivel de 1ª
Tenis: se realiza para todas las edades y también se juegan torneos.
Natación: se lleva a cabo en las vacaciones de verano.
Padel: al igual que el vóley, mencionado anteriormente, hay para todas las edades y se realizan torneos.

## Parroquias de la Iglesia católica en Altos de Chipión
| Diócesis  | San Francisco   |
| --------- | --------------- |
| Parroquia | San Eduardo Rey |

## Personalidades importantes
- Nicolás Burdisso: conocido jugador de fútbol, actualmente se destaca en el Torino Football Club, anteriormente en Genoa, de la Serie A italiana. Jugó en Boca Juniors, donde tuvo un gran desempeño. Jugó en el Inter de Milán, donde obtuvo títulos a nivel mundial y europeo, y en el AS Roma. Fue campeón del Mundial Sub-20 en 2001 y de los Juegos Olímpicos de Atenas en 2004 con la Selección Argentina de Fútbol, también jugó las Copas del Mundo de 2006 y 2010.
- Guillermo Burdisso: hermano menor de Nicolás Burdisso, también futbolista. Jugó en Rosario Central, hasta 2010. En 2011 jugó con su hermano Nicolás en AS Roma y luego pasó a Arsenal de Sarandí, donde fue campeón. Se desempeña actualmente en el Club León de México.
- Diego Brezzo: jugador de básquetbol. Jugó profesionalmente en la Liga Nacional de Básquet, el Torneo Nacional de Ascenso y el Torneo Federal de Básquetbol, además de integrar los seleccionados juveniles de baloncesto de Argentina.
- Dr. Baldo Edgardo: Director del Centro Científico Tecnológico CONICET Córdoba.[5]
- Nazim Domingo Webe: primer rector del Instituto Secundario José Manuel Estrada. Médico de inteligencia, voluntad y cultura inmejorable, aportó mucho al establecimiento.[6]
- Nicolás Ocampo: músico saxofonista, compositor, arreglador y docente residente en Córdoba. Ha formado parte de proyectos musicales con estéticas muy variadas, sus principales intereses estéticos son el jazz y la música contemporánea. Actualmente forma parte de "Proyecto Diáspora" (nü jazz) y Ocampo/Mendez/Romero Trío" (jazz contemporáneo).[7][8]
- Facundo Tarditti: Pastelero amateur,nadador, estudiante de Ingeniería industrial. Llegó a la final de la edición 2021 del programa televisivo Bake off, obteniendo el segundo lugar.